# Otto Braun (Politiker, 1882)
Otto Braun (* 1. Mai 1882 in Angerburg; † 8. Februar 1969 in Bremerhaven) war ein deutscher Verwaltungsjurist und Politiker (NSDAP).
Braun studierte nach dem Abitur Rechtswissenschaften und schloss das Studium 1908 mit der Promotion zum Dr. jur. ab. Er war Referendar am Amtsgericht Angerburg und Soldat im Ersten Weltkrieg. September 1909 bis März 1921 war er Bürgermeister von Bialla. Zum 1. März 1929 trat er der NSDAP bei (Mitgliedsnummer 125.699). Für diese wurde er November 1929 in das Stadtparlament von Angerburg gewählt. Dezember 1930 wurde er Mitglied des Kreisausschusses Angerburg.
Mit der Machtergreifung der Nationalsozialisten 1933 machte er Karriere. 1933 war er für den Kreis Angerburg und die NSDAP-Mitglied des letzten Provinziallandtags der Provinz Ostpreußen. Im April 1933 wurde er kommissarisch und im November 1933 definitiv Landrat im Kreis Angerburg. Er war stellvertretender Kreisleiter der NSDAP für den Kreis Angerburg. Im Juni 1937 wurde er kommissarisch und im Dezember 1937 definitiv Landrat im Kreis Rößel. In diesem Amt blieb er bis zum Zusammenbruch der NS-Herrschaft in Ostpreußen 1944.